# الدويبات (دار السي عيسى)
الدويبات هو دُوَّار يقع بجماعة دار سي عيسى، إقليم آسفي، جهة مراكش آسفي في المملكة المغربية. ينتمي الدوّار لمشيخة دار السي عيسى التي تضم 21 دوار. يقدر عدد سكانه بـ 199 نسمة حسب الإحصاء الرسمي للسكان والسكنى لسنة 2004.

## روابط خارجية
- البوابة الوطنية للجماعات الترابية
- المندوبية السامية للتخطيط